# Franz Plasa
Franz Plasa (* 1954) ist ein deutscher Musikproduzent, Songschreiber und Musiker. Er ist Gründer und Besitzer der H.O.M.E.-Studios.

## Leben
Plasa spielte von 1983 bis 1989 als Gitarrist in der Band Felix de Luxe, ehe er seine Karriere ausschließlich auf eine Tätigkeit als Musikproduzent konzentrierte. Besonders erfolgreich war Plasa mit Produktionen von Echt und Selig. Er produzierte Künstler wie Nena, Rio Reiser, Marianne Rosenberg, Keimzeit und Udo Lindenberg. Für Falco schrieb er den Hit Mutter, der Mann mit dem Koks ist da. Er ist Begründer der „H.O.M.E.-Studios“ in Hamburg, in denen unter anderem Rammstein, Lauryn Hill, Depeche Mode, Mariah Carey und James Last aufgenommen haben.
Seit Januar 2010 arbeitet Franz Plasa zusammen mit dem Produzenten Peter Hoffmann, der unter anderem Tokio Hotel, Falco und Jenniffer Kae produzierte, für Hopla Reloaded, ein Joint Venture mit Peermusic, welches auf die Förderung von Newcomern zielt.
Zu seinen Eigenproduktionen gehörten: Alli Neumann, BRETT, The Esprits, Atlas Bird, Ripe & Ruin, Eveline Hall, Stephan Bindella, Daniel Bertram, Armando Quattrone und Heinrich von Handzahm. Einen Charteinstieg konnten die Releases nicht erreichen.

## Produktionen (Auswahl)
- Alli Neumann
- Ashley Hicklin
- aVid*
- Der Blonde Hans
- Bed & Breakfast
- Echt
- Eveline Hall
- Falco
- Felix de Luxe
- Felix Meyer
- Fury in the Slaughterhouse
- Hannes Kröger[11]
- Heinz Rudolf Kunze
- Jan Plewka
- Keimzeit
- KungFu
- Marianne Rosenberg
- Marlon Knauer
- Nena
- Rio Reiser
- Selig
- Sofaplanet
- Stefan Stoppok
- Udo Lindenberg
- Wolfgang Michels